# Тинь (Хорватія)
Тинь (хорв. Tinj) — населений пункт у Хорватії, в Задарській жупанії у складі міста Бенковаць.

## Населення
Населення за даними перепису 2011 року становило 530 осіб.
Динаміка чисельності населення поселення:

## Клімат
Середня річна температура становить 14,49 °C, середня максимальна – 28,96 °C, а середня мінімальна – 0,59 °C. Середня річна кількість опадів – 840 мм.
| Клімат поселення                              | Клімат поселення | Клімат поселення | Клімат поселення | Клімат поселення | Клімат поселення | Клімат поселення | Клімат поселення | Клімат поселення | Клімат поселення | Клімат поселення | Клімат поселення | Клімат поселення | Клімат поселення |
| Показник                                      | Січ.             | Лют.             | Бер.             | Квіт.            | Трав.            | Черв.            | Лип.             | Серп.            | Вер.             | Жовт.            | Лист.            | Груд.            |                  |
| Середній максимум, °C                         | 10,63            | 11,88            | 14,46            | 17,50            | 22,34            | 26,30            | 28,96            | 28,60            | 24,76            | 20,52            | 14,59            | 11,38            |                  |
| Середня температура, °C                       | 5,61             | 6,88             | 9,46             | 12,48            | 17,34            | 21,30            | 24,28            | 23,94            | 20,09            | 15,85            | 9,93             | 6,73             |                  |
| Середній мінімум, °C                          | 0,59             | 1,86             | 4,44             | 7,47             | 12,33            | 16,29            | 19,62            | 19,28            | 15,43            | 11,19            | 5,28             | 2,06             |                  |
| Норма опадів, мм                              | 71               | 62               | 66               | 71               | 62               | 54               | 32               | 48               | 90               | 98               | 99               | 87               |                  |
| Середньомісячна швидкість вітру, м/с          | 2.52             | 2.66             | 2.88             | 2.77             | 2.40             | 2.21             | 2.25             | 2.09             | 2.26             | 2.35             | 2.85             | 2.75             |                  |
| Середньомісячна сонячна радіація, кДж/м²·день | 5068             | 7803             | 11531            | 16329            | 20517            | 22800            | 24389            | 21236            | 15743            | 9954             | 5540             | 4352             |                  |
| --------------------------------------------- | ---------------- | ---------------- | ---------------- | ---------------- | ---------------- | ---------------- | ---------------- | ---------------- | ---------------- | ---------------- | ---------------- | ---------------- | ---------------- |
| Джерело:                                      |                  |                  |                  |                  |                  |                  |                  |                  |                  |                  |                  |                  |                  |